# Mendosoma lineatum
Mendosoma lineatum is een  straalvinnige vissensoort uit de familie van trompetvissen (Latridae). De wetenschappelijke naam van de soort is voor het eerst geldig gepubliceerd in 1848 door Alphone Guichenot.